# ماير كاردين
ماير كاردين هو محامي وقاضي وسياسي أمريكي، ولد في 14 يوليو 1907 في بالتيمور في الولايات المتحدة، وتوفي في 12 يوليو 2005. انتخب عضو مجلس النواب لولاية ماريلند ‏.